# 西竜王山
西竜王山（にしりゅうおうざん）は、徳島県徳島市と名西郡神山町との境界に位置する山である。標高495.1m。別名「西龍王山」。

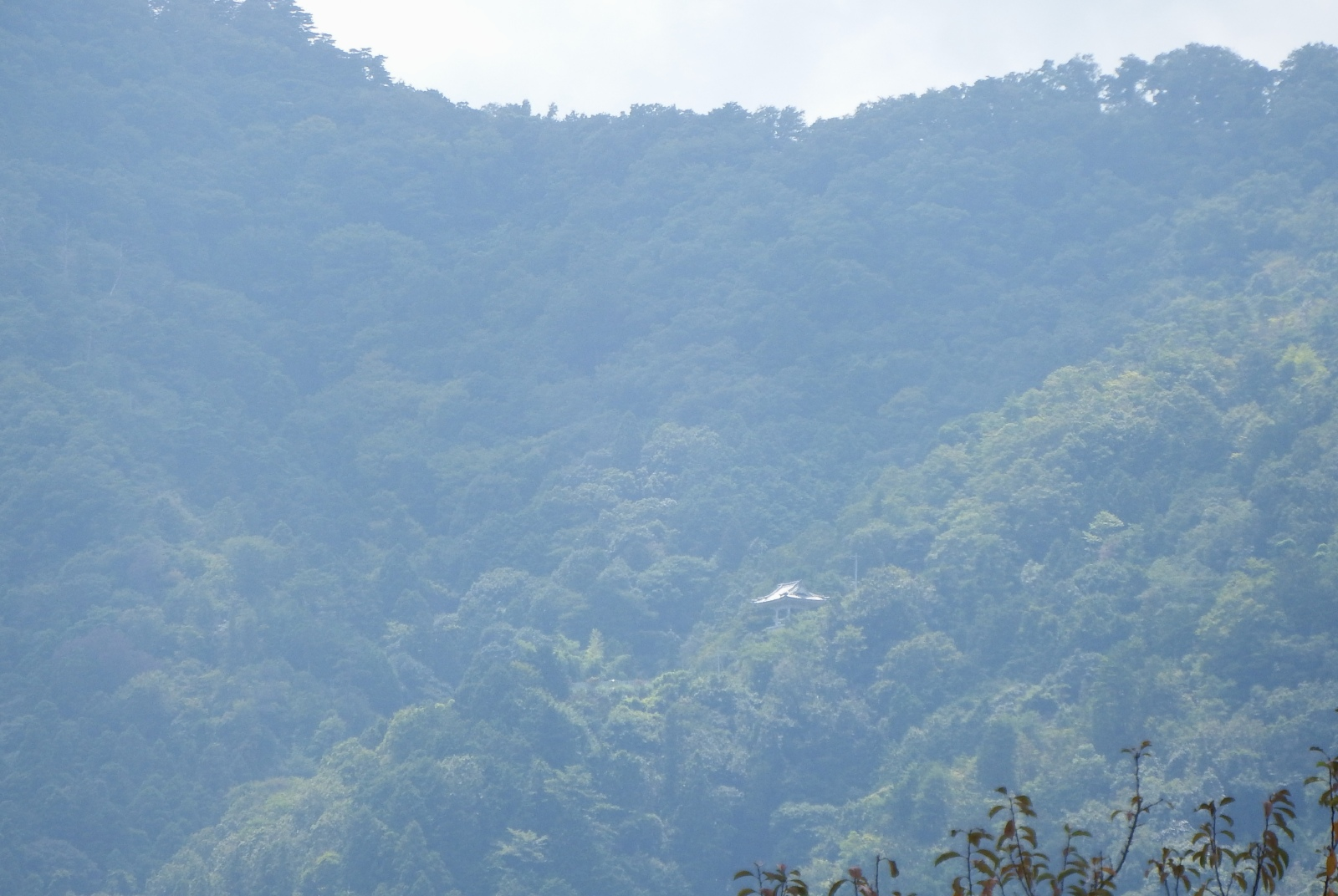
中腹に建治寺の鐘楼堂が

## 地理
本山の東部には東竜王山（407.8m）が聳える。山内には徳島県立神山森林公園や四国八十八箇所十三番札所大日寺の奥の院である建治寺がある。山頂には八大龍王神社がある。
山頂からは鮎喰川や吉野川、眉山、高根山、高城山、雲早山等の山々が望める。